# 우주로 (고흥군)
우주로(Uju-ro)는 전라남도 고흥군 고흥읍 호형리에서 시작하여 포두면을 거쳐 동일면을 지나 봉래면 외초리까지 이어지는 고흥군도로, 총 연장은 40.534 km이다. 도로의 명칭이 유래된 것은 '우주발사대를 향하는 길'이라고 명명되었다.

## 역사
- 2009년 7월 9일 : 도로명으로 우주로를 고시

## 주요 경유지
- 고흥군
  - 고흥읍 (호형리) - 포두면 (장수리 - 길두리 - 상대리 - 세동리 - 차동리 - 옥강리 - 남성리) - 동일면 (덕흥리 - 백양리 - 봉영리) - 봉래면 (신금리 - 예내리 - 외초리)

## 접속하는 도로
- 학교길 (직결)
- 우주항공로
- 신호산장길
- 봉동주공길
- 해창로
- 장수중앙길
- 금탑로
- 도화로
- 신세동로
- 외산길
- 팔영로
- 봉암길
- 천마로
- 성두구룡길
- 봉명로
- 양화길
- 소영팽나무길
- 와다리길
- 진터길
- 신금길
- 종고길
- 원두길
- 동광비치길
- 하반로
- 교동길
- 산골길
- 개안길

## 주요 교량
- 나로대교
- 나로2대교

## 같이 보기
- 나로우주센터 (하반로에 위치함)